# Dicranota major
Dicranota major är en tvåvingeart som först beskrevs av Alexander 1917.  Dicranota major ingår i släktet Dicranota och familjen hårögonharkrankar. Inga underarter finns listade i Catalogue of Life.